# Sonic Rush
Sonic Rush – gra komputerowa z serii Sonic the Hedgehog firmy Sega, wydana na konsolę Nintendo DS. Pierwotnie miała być grą w pełni trójwymiarową polegającą na pocieraniu dolnego ekranu konsoli w celu zwiększania prędkości Sonica. Szybko jednak zmieniono projekt tworząc tym samym grę dwuwymiarową z elementami 3D.
W grze obecna jest nowa grywalna postać – Blaze the Cat, kotka z równoległego świata przybyła do rzeczywistości Sonica za jej nemezis – Dr Eggmanem Negga.
Gra charakteryzuje się wysoką dynamiką akcji z powodu wykorzystania dwóch ekranów konsoli, w których przełączanie sterowania występuje dość często. Dolny ekran został również zaadaptowany do poziomów specjalnych (ang. Special Stage) podobnych do tych znanych już z Sonic 3D.

## Przebieg gry

### Zone 1 - Leaf Storm
Jak na tradycje przystało, pierwsze levele w grach z Sonic'em są łatwe. Bez problemu możemy się dostać do końca levelu. Po drodze spotykamy wiele pętl oraz pierścieni. Nie wielką trudność spotykamy jedynie na końcu drugiego aktu, gdzie czeka nas jedynie tocząca się kula Eggman'a, przed którą musimy szybko uciec.

#### Zone 1 Boss
Sonic spotyka Eggman'a, który mówi, że ma kolejny plan, dzięki której zdobędzie olbrzymią moc. Rozpoczyna się walka. Eggman znajduje się w maszynie przypominającą węża. Będzie, co jakiś czas przymierzał się do uderzeniu głową o nas. Gdy widzimy, jak maszyna zaczyna wywijać głowę, uciekamy dopóki się za nami nie zatrzyma i uderzy w ziemię. Co parę takich uderzeń, Eggman będzie się przymierzał do mocniejszego uderzenia, które może nas pozbawić życia. Co jakiś czas, Eggman będzie spuszczał głowę maszyny, która będzie się turlać po powierzchni. Jeżeli jej nie przeskoczymy pośrodku, głowa strąca nas z urwiska i tracimy życie. Po skończonej walce, nie wiadomo skąd, pojawia się kotka Blaze, która sprzedaje Eggman'owi kopa i odbiera Sol Emerald'a. Po całym zamieszaniu, Sonic spotyka Tails'a, który się zastanawia, o czym Eggman mógł mówić.

### Zone 2 - Water palace
Tym razem mamy podwodną planszę. Przede wszystkim, staraj się nie spędzać dużo czasu pod wodą, by nie stracić powietrza i życia. Ew. można zbierać duże bańki, które dadzą nam powietrze. Poza tym, można spotkać roboty, które będą nam przeszkadzać poprzez rzucanie bombami. Po drodze można również spotkać młyny - jeśli w miarę szybko do nich wlecimy, zostaniemy przeniesieni wyżej, do szybszej drogi na powierzchnię. W drugim akcie mamy więcej dziur pod wodą, więc należy uważać, by przypadkiem nie spaść podczas przeskakiwania między platformami.

#### Zone 2 Boss
Przed walką, Sonic i Tails są pewni, że rozmawiają z Eggman'em. Jednak, okazuje się, że to nie Robotnik tylko Eggman-Nega. Nieznajomy znajduje się w maszynie przypominającą morskiego potwora. Akcja dzieje się pod wodą. By zranić przeciwnika, należy poczekać, aż dopłynie do środka levelu i będzie próbował nas zmiażdżyć głową. Gdy tylko celuje, uciekamy. Gdy już uderzy o ziemię, podbiegamy szybko i skaczemy mu na głowę. Uwaga! Nasz przeciwnik pod wodą również może pływać wokół levelu i będzie nas próbować przygnieść całą maszyną. Gdy tylko usłyszymy „Take This!” uciekamy jak najdalej od maszyny. 
Co jakiś czas, woda spływa i maszyna stoi w miejscu. Wtedy idziemy do jej końca i czekamy, aż wystrzelona głowa maszyny będzie chciała nas „zjeść”. Gdy dotrze do końca swojej trasy i zamknie paszczę, skaczemy na głowę. Po walce, Eggman-Nega ucieka.